# Matthew Williamson

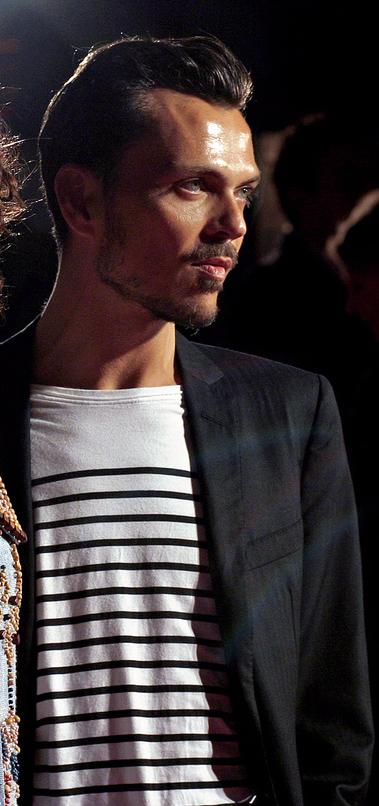
Matthew Williamson

Matthew Williamson (* 23. Oktober 1971 in Chorlton, Manchester) ist ein britischer Modeschöpfer.

## Leben und Karriere
Matthew Williamson wurde in Chorlton in Manchester geboren, wo er aufwuchs und zur Schule ging. Im Alter von 17 Jahren wurde ihm ein Platz an der renommierten Central St. Martins-Schule angeboten, die er im Jahr 1994 mit einem Bachelor in Fashion Design erfolgreich beendete. Anschließend war er zwei Jahre lang als Berater der Londoner Fashion-Firma „Monsoon“ tätig, unter anderem auch in Indien.
Ein Initiativanruf bei der britischen „Vogue“ verschaffte ihm ein Treffen mit der Fashion-Assistentin Plum Sykes. Durch die positiven Reaktionen auf seine Stücke angeregt, entwarf Williamson eine kleine Frauenkollektion, die bei einer Modeschau gezeigt wurde. Seine Debütkollektion bei der London Fashion Week trug den Namen „Electric Angels“. Jade Jagger, Helena Christensen und Kate Moss präsentierten seine Kreationen. Mit dieser Debütshow gelang ihm zugleich auch der Durchbruch. 2005 wurde er Kreativdirektor bei Pucci, was er bis Ende 2008 blieb. Im September 2007 folgte die Gründung des eigenen Unternehmens The Matthew Williamson Fashion Company, und am 19. September 2007 drehte der Musiker Prince auf der Londoner Fashion Week ein Musikvideo zu dem Song Chelsea Rodgers aus seinem Album Planet Earth. Dabei präsentierten die Models die Mode von Williamson, der am Ende des Musikvideos ebenfalls auf dem Laufsteg zu sehen ist.
Williamsons Mutter Maureen ist seine Büro-Managerin. Für H&M entwarf Williamson eine Damen- und Herrenkollektion inklusive Accessoires, die im Mai 2009 auf den Markt kam.

## Stil
Seine Entwürfe haben oft etwas Indisches an sich, was wahrscheinlich auf seine Schaffensperiode bei „Monsoon“ zurückzuführen ist, für die er auch in Indien arbeitete. Seine Kreationen beinhalten leuchtende Farben wie grelles Pink, Neongrün oder auffälliges Gelb. Er kreiert einen modernen, femininen Style. Sein Motto lautet: „Je schriller, desto besser.“

## Preise und Auszeichnungen
- 2005: „Moet & Chandon Fashion Award“
- 2004: „Designer of the Year“ des Magazins „Elle“